# Еспен Янсен
Еспен Янсен е норвежки гимнастик, носител на 10 национални титли и участвал на 14 световни първенства. Той е модел за подражание за много младежи поради отношението му към гимнастиката и факта, че остава в гимнастиката заради страстта към нея, макар възрастта му да се оказва твърде напреднала, за да може да преодолява същите трудности. Сред актуалните му постижения е 8-о място на националното норвежко първенство през 2016 година.

## Биография и спортна кариера
Като младеж пробва редица спортове, сред които ски скокове, таекуондо и вдигане на тежести. Негов приятел обаче му предлага да опита със спортна гимнастика, която впоследствие го печели заради предлаганите от нея предизвикателства.
Първата му поява на международен форум е през 1991 година на световното първенство в Индианаполис. Година по-късно се явява и в Париж, а през следващите години не само продължава да се явява на световни, но и на европейски първенства. На световното първенство в Щутгарт през 2007 година е най-възрастният участник. На световното в Антверпен през 2013 година е изоставен от отбора си, въпреки че е сред най-добрите двама в квалификациите. Тогава са изпратени трима гимнастици вместо максимума от шест. „Бях в топ 2 на квалификациите, но не ме изпратиха. Може би не съм добре дошъл сред националите? Треньорът не мислеше, че съм достатъчно добър и [каза], че непрестанно мисли за бъдещето“, споделя гимнастикът. Насочва поглед към 15-ото си световно, с което да „вдъхнови момчетата“ и отбележи „подобаващ завършек“ на своята кариера, но това участие така и не се случва.
Разработвал е културни и спортни програми за затворници в затвора в Осло. Сега подготвя млади гимнастици в клуб „Hoppensprett“ в Йесхайм. На националното първенство на Норвегия през 2016 година се класира осми, оставяйки зад себе си много млади момчета.

### Олимпийски игри
Мечтата на Еспен да участва на олимпийски игри остава нереализирана. Един от последните шансове да получи квота е през 2007 година, когато на световното първенство в Щутгарт не успява да получи „уайлд кард“.

## Личен живот
Женен е от 1997 година и има 4 деца.